# Sibylle Berg

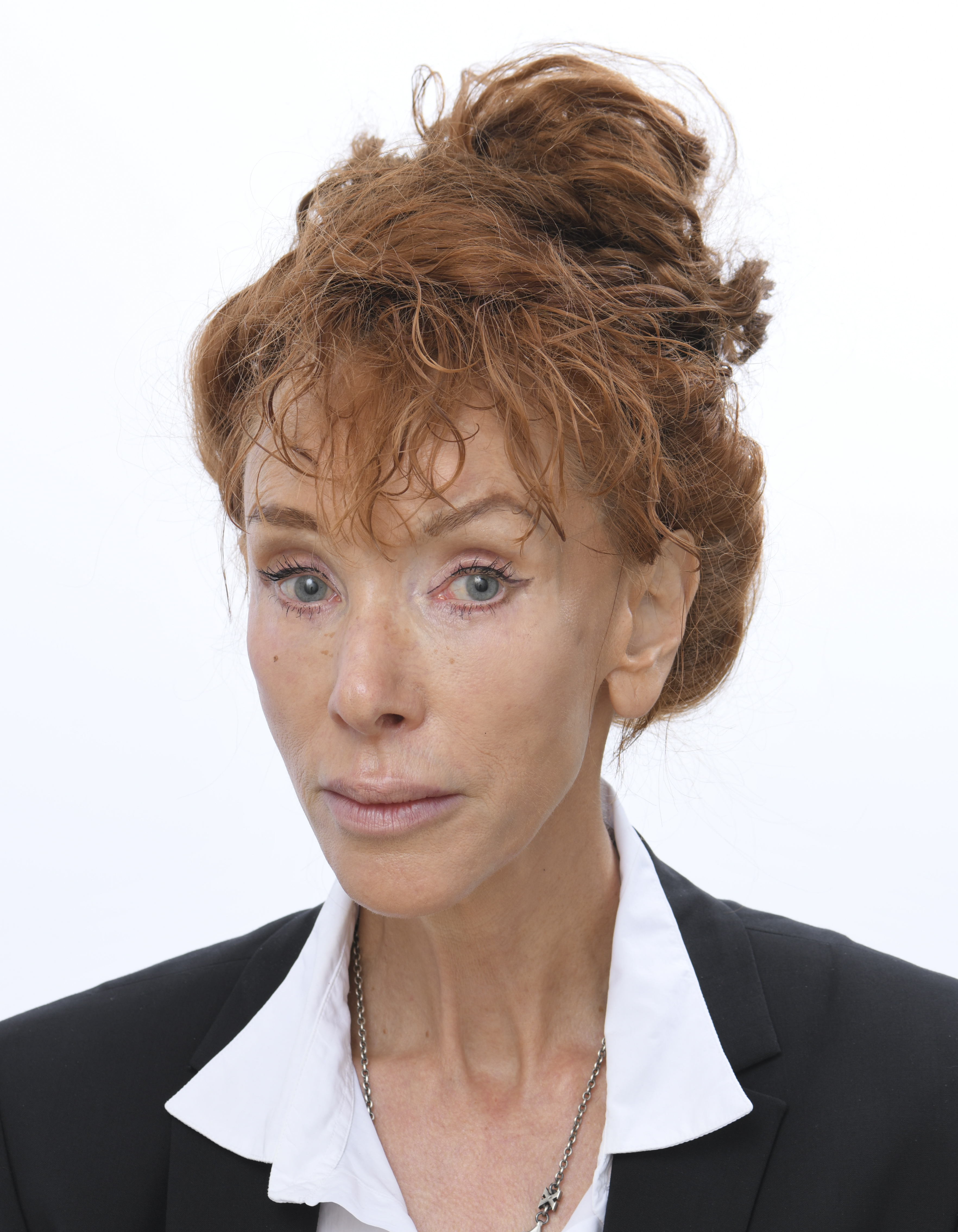
Sibylle Berg (2024)

Sibylle Berg (* 2. Juni 1962 in Weimar) ist eine Publizistin, Kolumnistin und Schriftstellerin, die belletristische und journalistische Texte veröffentlicht hat. Sie ist politisch für Die PARTEI tätig und seit 2024 Mitglied des Europäischen Parlaments. Berg besitzt die deutsche und die Schweizer Staatsbürgerschaft. Sie lebt in Zürich.

## Leben
Sibylle Berg wuchs in der DDR auf und stellte 1984 einen Ausreiseantrag, der bewilligt wurde. In Hamburg begann Berg ein Studium der Politikwissenschaften.
Anfang der 2000er-Jahre siedelte Berg nach Zürich um und besitzt seit 2012 auch das Schweizer Bürgerrecht.
Im Juni 2023 kritisierte Feuilletonist Lucien Scherrer in der Neuen Zürcher Zeitung, dass sich ein Großteil von Bergs biographischen Angaben nicht überprüfen lasse, während Berg selbst dazu keine Auskunft gebe, sich teils widersprochen habe und damit kokettiere, dass offen bleibe, was davon echt und was eventuell erfunden sei: „Ich lüg dann eh nur.“ Dies betreffe auch die journalistischen Reportagen für das Zeitmagazin und Facts.

## Werk

### Prosa

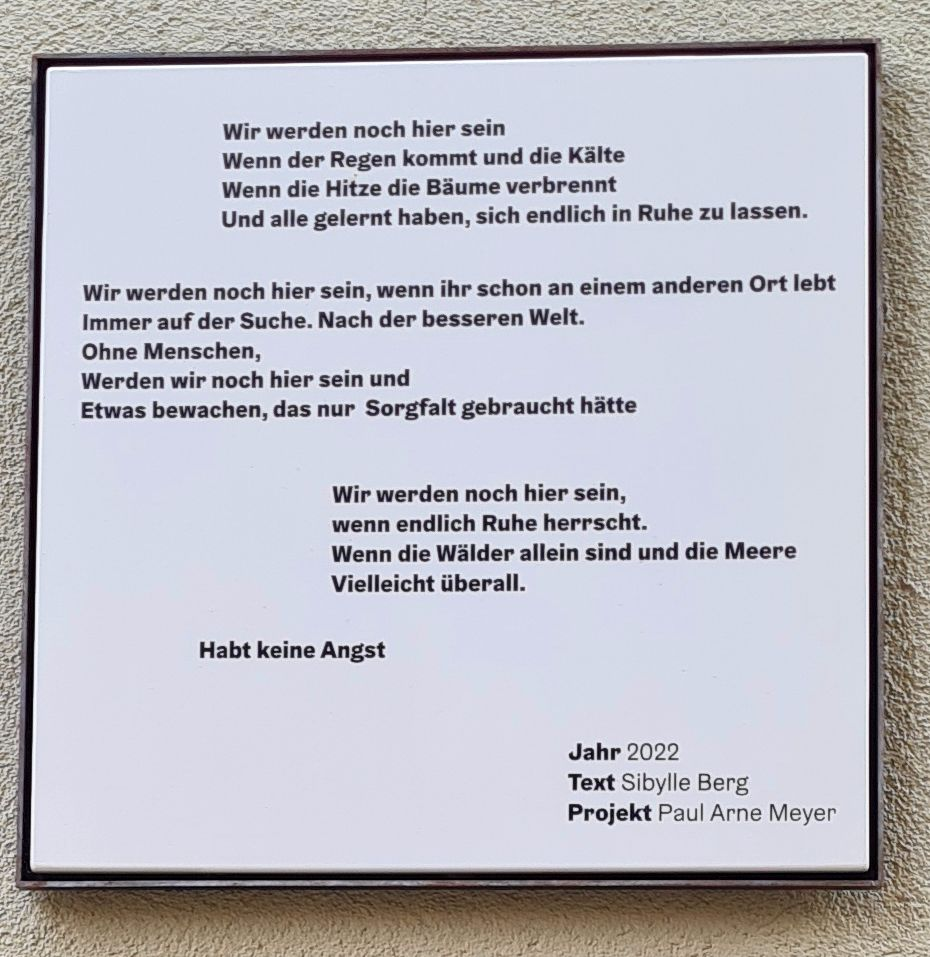
Gedicht Bergs an einer Hauswand in Halle

Berg schreibt Romane, Essays, Kurzprosa, Theaterstücke, Hörspiele und Kolumnen. Ihr erster Roman, Ein paar Leute suchen das Glück und lachen sich tot, erschien 1997 im Reclam-Verlag Leipzig, nachdem ihn rund 50 andere Verleger abgelehnt hatten. Das Buch wurde mehr als 100.000 Mal verkauft. Danach veröffentlichte Berg zahlreiche Romane bei verschiedenen Verlagen. Zuletzt erschienen bei Hanser 2009 der Roman Der Mann schläft, 2012 Vielen Dank für das Leben und 2015 Der Tag, als meine Frau einen Mann fand. 2019 folgte bei Kiepenheuer & Witsch der Roman GRM. Brainfuck, Bergs bisher größter Verkaufserfolg. 2020 kam beim selben Verlag Nerds retten die Welt heraus, das Interviews mit Wissenschaftlern und Experten enthält, die während der Vorbereitungen für Bergs Buch GRM. Brainfuck entstanden waren.
Auf Lesetouren lässt sich Berg meist von Schauspielern und Musikern begleiten, so 2012 für Vielen Dank für das Leben von Katja Riemann, Matthias Brandt und der Musikerin und Künstlerin Mariya Ocher und 2015 für Der Tag, als meine Frau einen Mann fand von Christian Ulmen, August Zirner, Jan Böhmermann und der Band Kreidler. Zu GRM. Brainfuck inszenierte Berg eine multimediale Lesung mit drei Schauspielern.
GRM. Brainfuck handelt von vier seelisch verwahrlosten Jugendlichen, einem traumatisierten polnischen Jungen und drei britischen Mädchen, die im Großbritannien einer nahen dystopischen Zukunft leben. Der Science-Fiction-Roman wurde innerhalb und außerhalb des deutschsprachigen Raums von Literaturkritikern gelobt und bekam 2019 den Schweizer Buchpreis verliehen. Im April 2022 erschien Bergs Roman RCE – Remote Code Execution bei Kiepenheuer & Witsch und war laut buchreport.de mit Platz 14 der Spiegel-Bestsellerliste höchster Neueinsteiger der Woche. RCE ist nach dem Roman GRM. Brainfuck als zweiter Band einer Trilogie angelegt. Berg führt hier das Thema eines baldigen Kollapses der menschlichen Gesellschaft fort, die nur durch Intervention einer revolutionären Gruppe gestoppt oder zumindest verlangsamt werden kann. Zum Roman wurde ein Kurzfilm mit Olli Schulz und Katja Riemann gedreht, der mit einer speziellen VR-Brille gesehen werden kann.

### Dramen
Für Uraufführungen arbeitet Berg bevorzugt über längere Perioden mit Regisseuren zusammen. Zuerst war dies Niklaus Helbling in Bochum, dessen Inszenierung von Helges Leben (2000) zu den Mülheimer Theatertagen eingeladen wurde. Es folgten Schau, da geht die Sonne unter (2003, Bochum), Das wird schon! Nie mehr lieben (2004, Bochum) sowie Wünsch dir was (2006, Schauspielhaus Zürich). An der Inszenierung Von denen die überleben (2008) am Schauspielhaus Zürich beteiligten sich mit Beiträgen in Sprache, Bild und Ton die Künstler Gabríela Friðriksdóttir, Mathilde ter Heijne, Jon Pylypchuk, Jeremias Gotthelf und Erwin Koch. Die letzte gemeinsame Arbeit mit Niklas Helbling war Nur nachts (2010) am Wiener Burgtheater.
Hasko Weber inszenierte in Stuttgart Missionen der Schönheit (2010), Hauptsache Arbeit! (2010) und gemeinsam mit Sibylle Berg Angst reist mit … (2013).
Seit 2013 arbeitet Berg mit dem Regisseur Sebastian Nübling am Maxim Gorki Theater in Berlin zusammen. Die erste Produktion, Es sagt mir nichts, das sogenannte Draußen (2013), wurde zum Stück des Jahres 2014 gewählt. Die Uraufführung von Und dann kam Mirna wurde mit dem Friedrich-Luft-Preis als „beste Berliner und Potsdamer Aufführung des Jahres 2015“ ausgezeichnet. Das Stück Wonderland Ave. wurde zu den Mülheimer Theatertagen 2019 eingeladen.

### Regie
Im März 2013 führte Berg erstmals Co-Regie bei der Uraufführung des Stückes Angst reist mit am Staatstheater Stuttgart (gemeinsam mit Hasko Weber). Im selben Jahr folgte am Haus der Berliner Festspiele die ganztägige Veranstaltung Ein Tag mit … Sibylle Berg. Die Uraufführung des Stückes How to sell a Murder House mit Caroline Peters und Marcus Kiepe fand im Oktober 2015 am Theater Neumarkt Zürich statt.

### Kolumnistin und Publizistin
Berg schrieb Reisereportagen, Künstlerporträts und Glossen für verschiedene Magazine und Zeitungen, darunter die Neue Zürcher Zeitung und Die Presse. Ab Januar 2011 verfasste Berg Kolumnen für Spiegel Online: bis März 2018 die wöchentliche, bis Januar 2023 die zweiwöchentliche Kolumne Fragen Sie Frau Sibylle. Seit März 2023 wird die Kolumne als Steady-Newsletter Sibylle Berg regelt das fortgeführt.

### Weitere Projekte
Für die Schweizer Sängerin Sina hat Sibylle Berg einige Songtexte verfasst, für Phillip Boa and the Voodooclub den Text Speed. Phillip Boa and the Voodooclub sind neben Rammstein oder Element of Crime auch als musikalische Gäste auf Bergs Leseaufnahme Sex II (1999) zu hören.
Von Januar 2016 bis Dezember 2017 sprach Berg für die ZDFneo-Talkshow Schulz & Böhmermann selbst verfasste satirische Texte zur Vorstellung der Gäste vor Sendungsbeginn ein.
Berg gehört zu den Unterstützern der Charta der Digitalen Grundrechte der Europäischen Union, die Ende November 2016 veröffentlicht wurde.
2018 erarbeitete Berg zusammen mit Simone Meier, Hedwig Richter, Margarete Stokowski und sieben weiteren Mitarbeiterinnen die Liste Diese Frauen müssen sie kennen, die sie im August in Spiegel Online und watson.ch veröffentlichten. Der Bildungskanon umfasst 145 Frauen und drei Frauengruppen, unterteilt in Wissenschaft, Technik und Forschung, Theorie und Politik, Literatur sowie Kunst.
Im Jahr 2020 wirkte Berg als Erzählerin an Güzin Kars preisgekröntem Kurzfilm Deine Strasse mit. Das Werk ist dem jüngsten Opfer des rassistischen Brandanschlags von Solingen (1993), Saime Genç, gewidmet.
Berg ist auch in Podcasts anderer Künstler vertreten, wie z. B. bei „Fest & Flauschig“ der Entertainer Jan Böhmermann und Olli Schulz, und mehrfach bei dem Podcast Hotel Matze.
2023 wurde das Elevate Festival für zeitgenössische Musik, Kunst und politischen Diskurs in Graz von Berg eröffnet.

## Soziales und politisches Engagement
Berg sprach sich wiederholt gegen verschiedene Formen der Überwachung, besonders im Bereich der Netzpolitik, aus. 2018 organisierte sie mit drei weiteren Personen ein Referendum in der Schweiz mit dem Ziel, die Änderung des Bundesgesetzes vom 16. März 2018 über den Allgemeinen Teil des Sozialversicherungsrechts (ATSG) zu verhindern. Die Gesetzesänderung sollte die gesetzliche Grundlage für die Überwachung von Versicherten beim Verdacht von Versicherungsbetrug bilden. Das am 25. November 2018 abgehaltene fakultative Referendum bestätigte die Gesetzesänderung. Eine Besonderheit des Referendums war, dass in der Organisation keine größeren Parteien oder Verbände beteiligt waren.
Bergs Roman RCE wurde 2022 in der Kultursendung Aspekte im ZDF als „Abrechnung mit dem zerstörerischen Kapitalismus der Superreichen“ besprochen.

## Abgeordnete im Europaparlament (seit 2024)
Der Bundesparteitag der Partei Die PARTEI nominierte Berg am 23. September 2023 nach Martin Sonneborn auf Listenplatz 2 zur Europawahl 2024. Mit einem Stimmenanteil von 1,9 Prozent wurde Die PARTEI am 9. Juni 2024 mit zwei Mandaten – Sonneborn und Berg – ins Europäische Parlament gewählt. Den Eindruck von ihrer ersten Sitzung am 16. Juli 2024 veröffentlichte sie am 19. Juli in einem Video auf ihrem X-Kanal. Sie kritisierte darin die Ukraine-Unterstützung des Europaparlaments. Sie ist in der 10. Legislaturperiode (2024–2029) Mitglied im Ausschuss für regionale Entwicklung sowie stellvertretendes Mitglied im Ausschuss für Kultur und Bildung.

## Rezeption
Sibylle Bergs Werke wurden in 34 Sprachen übersetzt, die Theaterstücke in 26. Bergs Debüt Ein paar Leute suchen das Glück und lachen sich tot wurde trotz einer gemischten Resonanz von Literaturkritikern ein Publikumserfolg. Auf Basis des Romans schrieb Stephan Bruckmeier eine Bühnenfassung, die 1999 in Stuttgart am Theater Rampe Premiere hatte und danach beim Theaterfestival Stücke 2000 in Oberhausen gespielt wurde. Der Bochumer Musiker Karsten Riedel hat Texte von Sibylle Berg vertont.
Simon Hansen ordnet Bergs Dramatik einer narrativen Stilrichtung zu. Diese innovative Form des Text-Theaters zeichnet sich durch eine Potenzierung der Episierungstechniken Bertolt Brechts aus, ebenso durch „eine gleichberechtigte Verbindung menschlicher sowie tierischer Figuren, die Ausweitung der Diegese ins Groteske und die Erschwernis, das Textmaterial im semiotischen Prozess angemessen für die Inszenierung zu übersetzen.“

## Auszeichnungen
- 2000: Marburger Literaturpreis für Amerika
- 2006/2007: Stipendium Landis & Gyr Stiftung[52]
- 2008: Wolfgang-Koeppen-Preis
- 2012: Auszeichnung der Stadt Zürich[53]
- 2014: Stück des Jahres der Zeitschrift Theater heute für Es sagt mir nichts, das sogenannte Draußen[54]
- 2015: Friedrich-Luft-Preis für Und dann kam Mirna
- 2016: Hörspielpreis der Kriegsblinden für Und jetzt: Die Welt![55]
- 2016: Publikumspreis Stücke. Mülheimer Theatertage NRW für Und dann kam Mirna am Maxim Gorki Theater in Berlin[56]
- 2016: Else-Lasker-Schüler-Dramatikerpreis[57]
- 2017: Auszeichnung der Stadt Zürich[58]
- 2019: Kasseler Literaturpreis für grotesken Humor[59]
- 2019: Thüringer Literaturpreis
- 2019: Anerkennungsbeitrag Literatur des Kantons Zürich
- 2019: Schweizer Buchpreis für GRM. Brainfuck[60]
- 2019: Nestroy-Theaterpreis in der Kategorie Bestes Stück – Autorenpreis für Hass-Triptychon – Wege aus der Krise[61]
- 2020: Schweizer Grand Prix Literatur[62]
- 2020: Bertolt-Brecht-Literaturpreis[63]
- 2020: Johann-Peter-Hebel-Preis (Verleihung im Mai 2021)[64]
- 2021: „Stück des Jahres“ in der Kritiker-Umfrage von Theater heute: Und sicher ist mit mir die Welt verschwunden

- 2022: Dreitannen Literaturpreis[65]

## Dokumentarfilm
- Wer hat Angst vor Sibylle Berg? (Böller und Brot, 2015)

## Werke

### Sachbuch
- Mit Dietmar Dath: Zahlen sind Waffen. Gespräche über die Zukunft mit Jens Balzer, Maja Beckers, Thomas Vašek, Lars Weisbrod. Matthes & Seitz, Berlin 2021, ISBN 978-3-95757-960-7.

### Prosa
- Ein paar Leute suchen das Glück und lachen sich tot. Roman. Reclam, Leipzig 1997; Reclam, Stuttgart 2015, ISBN 978-3-15-020410-8.
- Sex 2. Roman. Reclam, Leipzig 1998; Reclam, Stuttgart 2009, ISBN 978-3-15-021665-1.
- Amerika. Roman. Hoffmann und Campe, Hamburg 1999; Goldmann, München 2001, ISBN 3-442-44848-4.
- Das Unerfreuliche zuerst. Herrengeschichten. Kiepenheuer & Witsch, Köln 2001, ISBN 3-462-03037-X.
- Gold. Hoffmann und Campe, Hamburg 2000; erw. Taschenbuchausgabe: Kiepenheuer & Witsch, Köln 2002, ISBN 3-462-03098-1.
- Ende gut. Roman. Kiepenheuer & Witsch, Köln 2004; Rowohlt Verlag, Reinbek 2005, ISBN 3-499-23858-6.[66]
- Habe ich dir eigentlich schon erzählt … Ein Märchen für alle. Illustriert von Rita Ackermann und Andro Wekua. Kiepenheuer & Witsch, Köln 2006, ISBN 3-462-03735-8.
- Die Fahrt. Roman. Kiepenheuer & Witsch, Köln 2007; Rowohlt, Reinbek 2009, ISBN 978-3-499-24775-0.
- Der Mann schläft. Roman. Hanser, München 2009; dtv, München 2011, ISBN 978-3-423-14002-7.
- Vielen Dank für das Leben. Roman. Hanser, München 2012; dtv, München 2014, ISBN 978-3-423-14341-7.
- Wie halte ich das nur alles aus? Fragen Sie Frau Sibylle. Hanser, München 2013; dtv, München 2015, ISBN 978-3-423-14406-3.
- Der Tag, als meine Frau einen Mann fand. Hanser, München 2015; dtv, München 2016, ISBN 978-3-423-14534-3.[67]
- Wunderbare Jahre. Als wir noch die Welt bereisten. Hanser, München 2016, ISBN 978-3-446-25408-4.
- GRM. Brainfuck. Kiepenheuer & Witsch, Köln 2019, ISBN 978-3-462-05143-8.
- Nerds retten die Welt. Kiepenheuer & Witsch, Köln 2020, ISBN 3-462-05460-0.
- RCE. #RemoteCodeExecution. Kiepenheuer & Witsch, Köln 2022, ISBN 978-3-462-00164-8.
- Mein ziemlich seltsamer Freund Walter. (Comicroman, illustriert von Julius Thesing). S. Fischer, Berlin 2024, ISBN 978-3-7373-7257-2.

### Lyrik
- Try Praying - Gedichte gegen den Weltuntergang. Kiepenheuer & Witsch, Köln 2024, ISBN 978-3-462-00648-3.

### Als Herausgeberin
- „Und ich dachte, es sei Liebe“. Abschiedsbriefe von Frauen. DVA, München 2006; Goldmann, München 2007, ISBN 978-3-442-15456-2.
  - Hörbuch, gelesen von Hannelore Hoger und Sophie Rois. Audio-CD, DAV, Berlin 2006, ISBN 978-3-89813-551-1.
- „Das war’s dann wohl“. Abschiedsbriefe von Männern. DVA, München 2008; Goldmann, München 2009, ISBN 978-3-442-15567-5.
- Auf der Arche ist der Jaguar Vegetarier. Und andere biblische Geschichten. Edition Chrismon, Frankfurt am Main 2015, ISBN 978-3-86921-290-6.

### Theaterstücke
- Ein paar Leute suchen das Glück und lachen sich tot. UA: Theater Rampe in Stuttgart, 14. Juli 1999; Regie: Eva Hosemann
- Helges Leben, UA: Schauspielhaus Bochum, 21. Oktober 2000; Regie: Niklaus Helbling
  - Bearbeitung für Musiktheater: Musik von Karola Obermüller und Mark Moebius. UA: Stadttheater Bielefeld, 31. Mai 2009, Regie: Florian Lutz, Juliane Scherf
- Hund, Frau, Mann, (inspiriert durch die Erzählung Liebe pur von Yael Hedaya), UA: Theater Rampe Stuttgart, 29. September 2001; Regie: Stephan Bruckmeier
- Herr Mautz, UA: Theater Oberhausen, 9. März 2002, Regie: Klaus Weise (für Hauptdarsteller Rolf Mautz geschrieben)
- Schau, da geht die Sonne unter, UA: Schauspielhaus Bochum, 22. März 2003; Regie: Niklaus Helbling
- Das wird schon. Nie mehr Lieben! UA: Schauspielhaus Bochum, 2. Oktober 2004; Regie: Niklaus Helbling
- Wünsch dir was. Broadwaytaugliches Musical von Frau Berg (Musik: Markus Schönholzer), UA: Schauspielhaus Zürich, 29. September 2006; Regie: Niklaus Helbling
  - Buchausgabe in: Vier Stücke (mit Helges Leben, Schau, da geht die Sonne unter und Das wird schon). Reclam, Stuttgart 2008, ISBN 978-3-15-020168-8.
- Habe ich dir eigentlich schon erzählt.... Ein Märchen für alle, bearbeitet von Andreas Erdmann, UA: Deutsches Theater Göttingen, 2. Oktober 2007; Regie: Katja Fillmann
- Von denen, die überleben (vierteiliger Abend; Sibylle Bergs Anteil bestand aus einem Text zu den Skulpturen von Jon Pylypchuk) UA: Schauspielhaus Zürich, 17. September 2008; Regie: Niklaus Helbling
- Die goldenen letzten Jahre, UA: Theater Bonn, 18. Februar 2009; Regie: Shirin Khodadadian
- Nur Nachts, UA: Burgtheater Wien (Kasino), 26. Februar 2010; Regie: Niklaus Helbling
- Hauptsache Arbeit! UA: Staatstheater Stuttgart, 20. März 2010; Regie: Hasko Weber
- Missionen der Schönheit, UA: Staatstheater Stuttgart, 30. September 2010; Regie: Hasko Weber
- Lasst euch überraschen! Ein Weihnachtsstück, UA: Theater Bonn, 3. Dezember 2010; Regie: Maaike van Langen
- Die Damen warten, UA: Theater Bonn, 15. Dezember 2012; Regie: Klaus Weise.
- Angst reist mit, UA: Staatstheater Stuttgart, 23. März 2013; Regie: Hasko Weber, Sibylle Berg
- Es sagt mir nichts, das sogenannte Draußen = Und jetzt: Die Welt!, UA: Maxim Gorki Theater, Berlin, 23. November 2013; Regie: Sebastian Nübling.[68]
- Viel gut essen, von Frau Berg, UA: Halle Kalk des Schauspiel Köln, 18. Oktober 2014; Regie: Rafael Sanchez.[69]
- Mein ziemlich seltsamer Freund Walter, UA: Consol Theater Gelsenkirchen, 9. November 2014; Regie: Andrea Kramer
- Und dann kam Mirna, UA: Maxim Gorki Theater, Berlin, 24. September 2015, Regie: Sebastian Nübling.[70] – ausgezeichnet als „beste Berliner und Potsdamer Aufführung des Jahres 2015“ mit dem Friedrich-Luft-Preis
- How to Sell a Murder House. Ein getanztes Immobilienportfolio, UA: Theater am Neumarkt Zürich, 8. Oktober 2015; Regie: Sibylle Berg.[71][72][73]
- Nach uns das All oder Das innere Team kennt keine Pause, UA: Maxim Gorki Theater, Berlin, 15. September 2017; Regie: Sebastian Nübling
- Wonderland Ave., UA: Schauspiel Köln, 8. Juni 2018; Regie: Ersan Mondtag
- Hass-Triptychon – Wege aus der Krise, UA: Wiener Festwochen, 24. Mai 2019; Regie: Ersan Mondtag
- In den Gärten, UA: Theater Basel, 16. November 2019; Regie: Miloš Lolić
- Und sicher ist mit mir die Welt verschwunden, UA: Maxim Gorki Theater, Berlin, 24. Oktober 2020; Regie: Sebastian Nübling
- GRM Brainfuck (basierend auf dem gleichnamigen Roman), UA: Theater der Welt, Düsseldorf, 2. Juli 2021; Regie: Sebastian Nübling
- Es kann doch nur noch besser werden, UA: Berliner Ensemble, 21. September 2023. Regie: Max Lindemann
- RCE #RemoteCodeExecution , UA: Berliner Ensemble, 25. April 2024. Regie: Kay Voges
- Toto oder Vielen Dank für das Leben (nach dem Roman Vielen Dank für das Leben), UA: Burgtheater Wien, 24. Oktober 2024. Regie: Ersan Mondtag

### Hörspiele
- Sex II, Hörspiel, Regie: Stefan Hardt mit Inga Busch und Beate Jensen (SWR). 2000
- Ein paar Leute suchen das Glück und lachen sich tot, Hörspiel, Regie: Beate Andres. Sprecher: Sophie Rois, Dagmar Sitte, Christian Berkel u. a. (NDR/HR), veröffentlicht DHV München 2003, ISBN 978-3-89940-157-8
- Ende gut, Hörspiel, Regie: Claudia Johanna Leist, Komposition: Caspar Brötzmann mit der Autorin (WDR). 2005
- Das wird schon. Nie mehr lieben!, Hörspiel, Bearbeitung: Wolfgang Stahl, Regie: Sven Stricker, mit Leslie Malton, Stefanie Stappenbeck, Daniela Ziegler, Andreas Fröhlich (NDR) Hörspiel des Monats Juli 2006.
- Hongkong Airport 23.45, WDR 2007, 73 Min. Regie: Claudia Johanna Leist
- Der Mann schläft, Bearbeitung und Regie: Leonhard Koppelmann, Erstausstrahlung am 12. Mai 2010 im NDR
- Und jetzt: Die Welt! Oder: Es sagt mir nichts, das sogenannte Draußen. Hörspiel, Regie: Stefan Kanis, mit Marina Frenk (MDR) 2015.
- Und sicher ist mit mir die Welt verschwunden, Hörspiel, Regie: Beate Andres, (MDR) 2021.

### Hörbücher
- Sex II, gekürzte Lesung der Autorin, dazu Musik von Phillip Boa, Rammstein, Element of Crime, u. a. Reclam, Leipzig 1999, ISBN 3-379-00771-4.
- Amerika, gekürzte Lesung der Autorin, Hoffmann und Campe, Hamburg 1999, ISBN 3-455-30192-4.
- Gold, gekürzte Lesung der Autorin, Hoffmann und Campe, Hamburg 2000, ISBN 3-455-30211-4 (CD)
- Vielen Dank für das Leben, gekürzte Lesung von Gustav Peter Wöhler, 5 CD, 397 Minuten. Hörbuch Hamburg, Hamburg 2012, ISBN 978-3-89903-388-5.
- GRM Brainfuck, ungekürzte Lesung von Lisa Hrdina und Torben Kessler, Argon Verlag, Berlin 2019, ISBN 978-3-8398-1714-8[74]
- RCE. #RemoteCodeExecution ungekürzte Lesung von Lisa Hrdina und Torben Kessler, Argon Verlag, Berlin 2022, ISBN 978-3-8398-1969-2[75]